# Trinità d’Agultu e Vignola
Trinità d’Agultu e Vignola – miejscowość i gmina we Włoszech, w regionie Sardynia, w prowincji Sassari. Graniczy z Aggius, Aglientu, Badesi i Viddalba.
Według danych na rok 2004 gminę zamieszkiwało 2016 osób, 14,8 os./km².